# Mi Yoo
Mi Yoo (født 9. maj 1986) er en kvindelig professionel tennisspiller fra Sydkorea.
Mi Yoo højeste rangering på WTA single rangliste var som nummer 317, hvilket hun opnåede 28. maj 2007. I double er den bedste placering nummer 271, hvilket blev opnået 18. juni 2007.